# Maximiliaan van Mexico
Ferdinand Maximiliaan Jozef (Spaans: Maximiliano I de México) (Wenen, 6 juli 1832 — Querétaro, 19 juni 1867), aartshertog van Oostenrijk, was van 1864 tot 1867 keizer van het Tweede Mexicaanse Keizerrijk.
Maximiliaan was een broer van Frans Jozef I van Oostenrijk. Hun ouders waren aartshertog Frans Karel van Oostenrijk en aartshertogin Sophie, dochter van Maximiliaan I van Beieren. Met steun van Napoleon III en een groep Mexicaanse conservatieven werd hij op 10 april 1864 uitgeroepen tot keizer van Mexico, een land dat van 21 juli 1822 tot 19 maart 1823 ook een keizerrijk was geweest onder Agustín de Iturbide.

## Biografie

### Jeugd

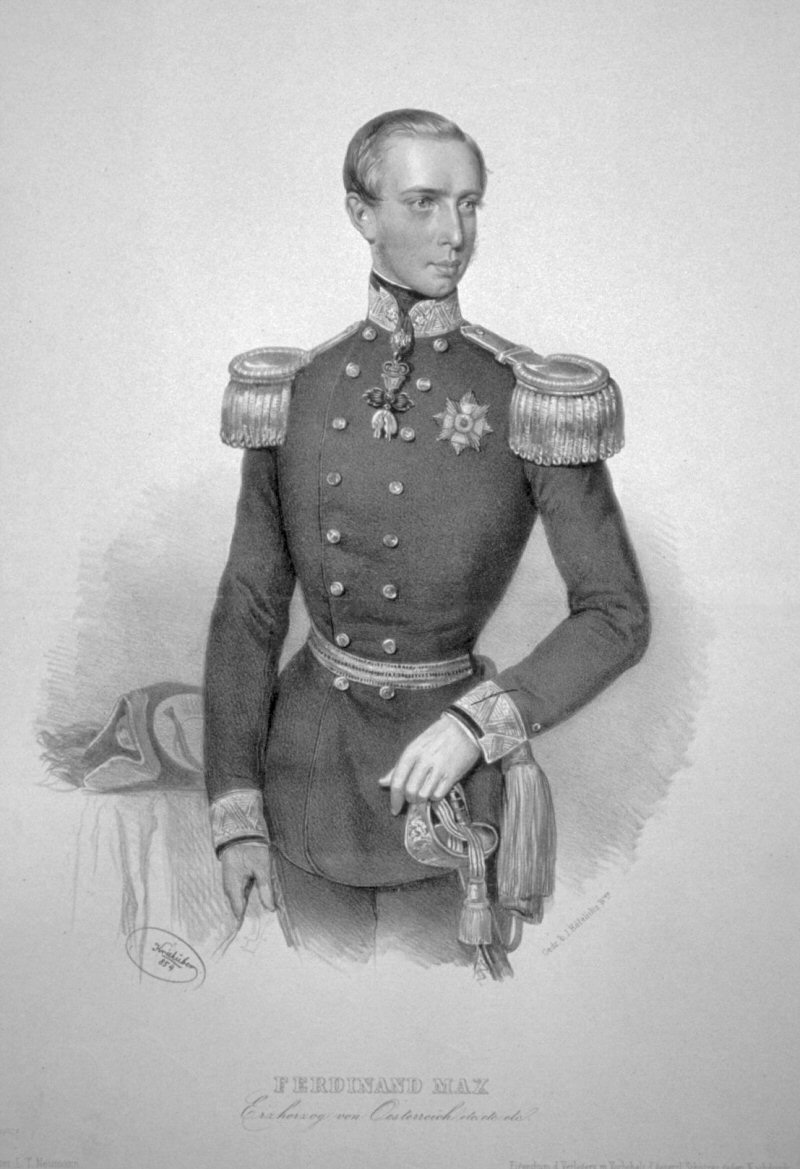
Aartshertog Ferdinand Maximiliaan op jonge leeftijd
(1854), Josef Kriehuber

Ferdinand Max (zoals hij voor zijn troonsbestijging doorgaans werd genoemd) was een zeer slim kind met interesse in kunst en wetenschap en met name botanie. Hij ging bij de marine en was zo fanatiek in zijn militaire carrière dat hij al snel een hoge functie bekleedde. Hij hield zich bezig met het opzetten van de marinehaven van Triëst en de vloot waarmee admiraal Wilhelm von Tegetthoff overwinningen boekte in de Oostenrijks-Pruisische Oorlog. Hij had de reputatie een liberaal te zijn en hierom werd hij in februari 1857 tot onderkoning van Lombardije-Venetië benoemd.
Op 27 juli 1857 trad hij in Brussel in het huwelijk met prinses Charlotte van België, dochter van koning Leopold I. Hun verloving vond plaats in het Kasteel van Laken. Hierna woonden ze als de Oostenrijkse regenten in Milaan totdat keizer Frans Jozef Maximiliaan ontsloeg. Hij was ontevreden over diens liberale beleid. Kort hierna verloor Oostenrijk de meeste van zijn Italiaanse bezittingen. Maximiliaan trok zich in Triëst terug uit de openbaarheid en liet het Château Miramare bouwen.

### De Mexicaanse kroon

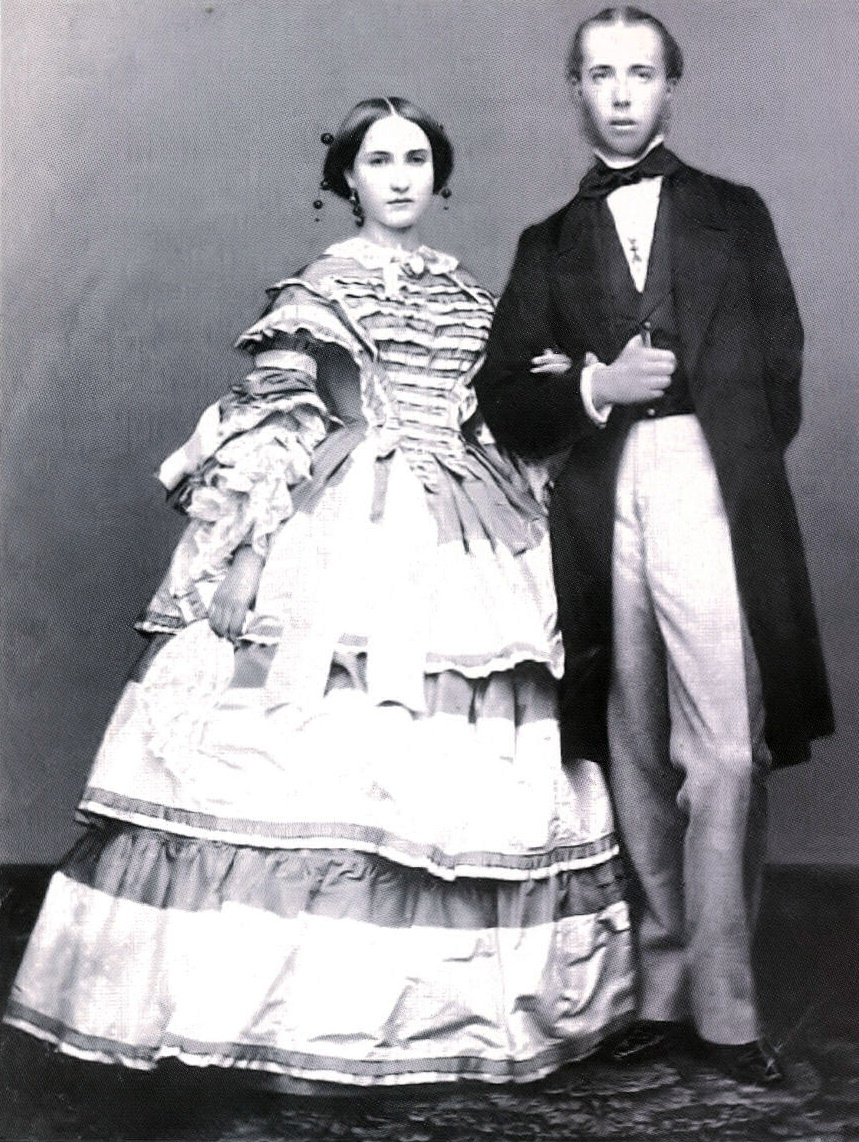
Maximiliaan en Charlotte
(1857), Koninklijke Collectie

Maximiliaan werd in 1859 voor het eerst door Mexicaanse monarchisten benaderd met het voorstel om keizer van Mexico te worden. Aanvankelijk weigerde hij en ging op avontuur in een botanische expeditie naar de Braziliaanse regenwouden. In 1863 aanvaardde hij echter onder druk van Napoleon III alsnog de kroon. Generaal Élie-Frédéric Forey had Mexico-Stad veroverd en de bevolking had zich in een referendum uitgesproken vóór invoering van de monarchie - officieel althans. Het referendum was gehouden toen de Franse troepen de stad nog bezetten en het is dus twijfelachtig of de procedure eerlijk is verlopen. Frans Jozef was boos over Maximiliaans troonsbestijging en dwong zijn broer afstand te doen van zijn rechten op de Oostenrijkse troon.
Tijdens de reis naar Mexico las Maximiliaan niet de boeken over Mexico die hem waren aangeboden, maar besteedde zijn tijd aan het schrijven van een boek over de hofetiquette.

### Keizer van Mexico

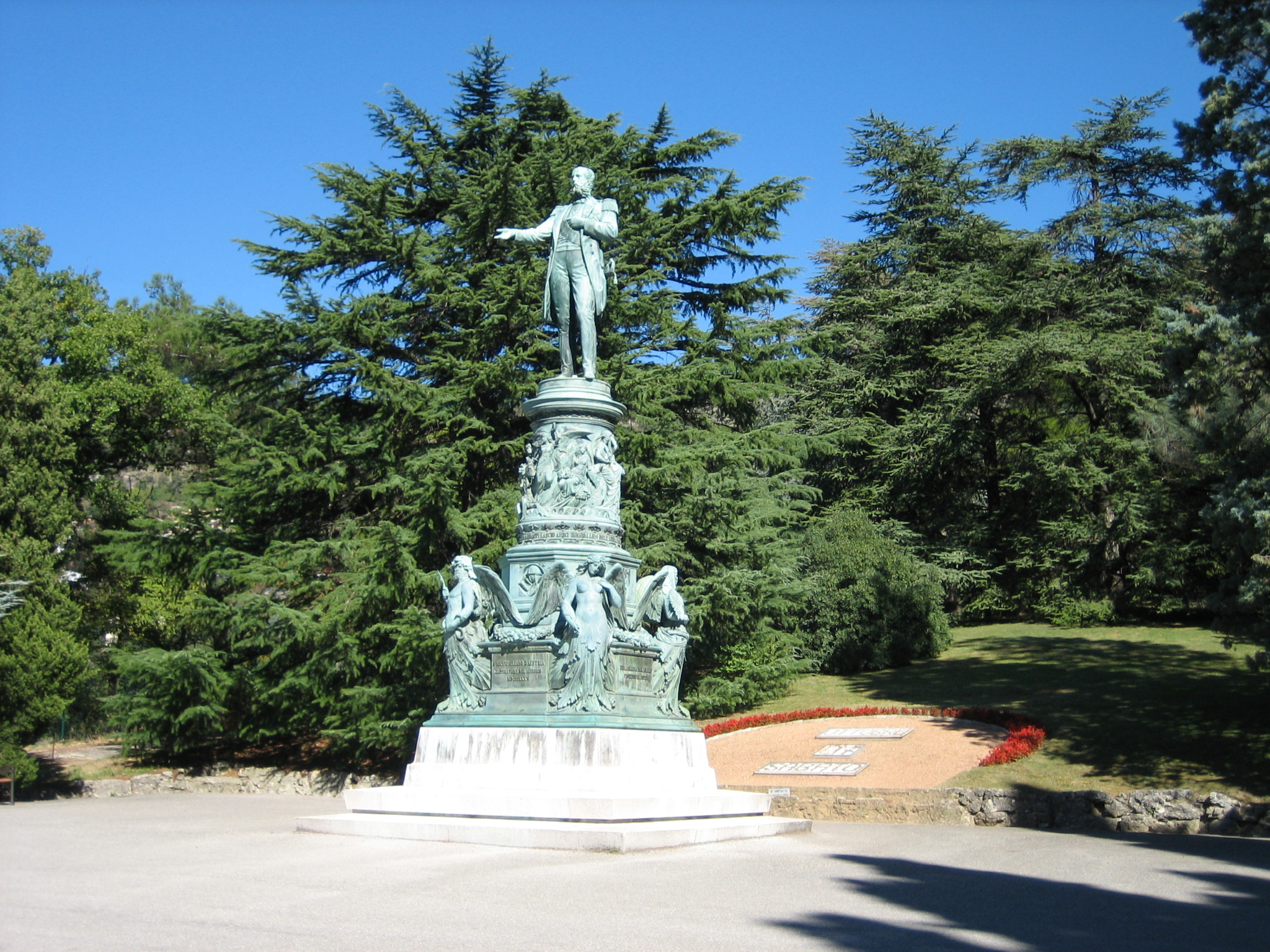
Monument voor keizer Maximiliaan van Mexico in Triëst

Maximiliaan kwam op 28 mei 1864 aan in Veracruz. De Mexicaanse liberalen onder president Benito Juárez weigerden echter hem te erkennen. De republikeinen voerden continu oorlog met de Franse troepen. De keizer en de keizerin installeerden zich op de Chapultepec, een heuvel buiten Mexico-Stad waar de Azteekse keizers verbleven en later een militaire academie was gevestigd. Hij beval dat er een brede laan moest komen van het stadscentrum naar zijn paleis. Oorspronkelijk heette deze Laan van de Keizer, maar tegenwoordig Paseo de la Reforma (Laan van de Hervorming) - genoemd naar de liberale hervormingen van president Benito Juárez.
Maximiliaan en Charlotte hadden geen kinderen. Ze adopteerden daarom twee kleinzoons van de vorige Mexicaanse keizer Agustín de Iturbide, de neven Agustín de Iturbide y Green en Salvador de Iturbide y de Marzán. Agustín zou de troonopvolger worden en kreeg de titel Zijne Hoogheid de Prins van Iturbide.
Tot onvrede van zijn conservatieve medestanders steunde Maximiliaan verschillende liberale hervormingen van de regering-Juárez, zoals landhervormingen, godsdienstvrijheid en uitbreiding van het stemrecht. De keizer bood Juárez aanvankelijk amnestie aan als hij trouw zou zweren aan de kroon, wat hij weigerde. Daarna beval Maximiliaan dat alle gevangengenomen volgelingen van Juárez zouden worden doodgeschoten. Deze tactische fout vergrootte alleen maar de aanhang van de oppositie.

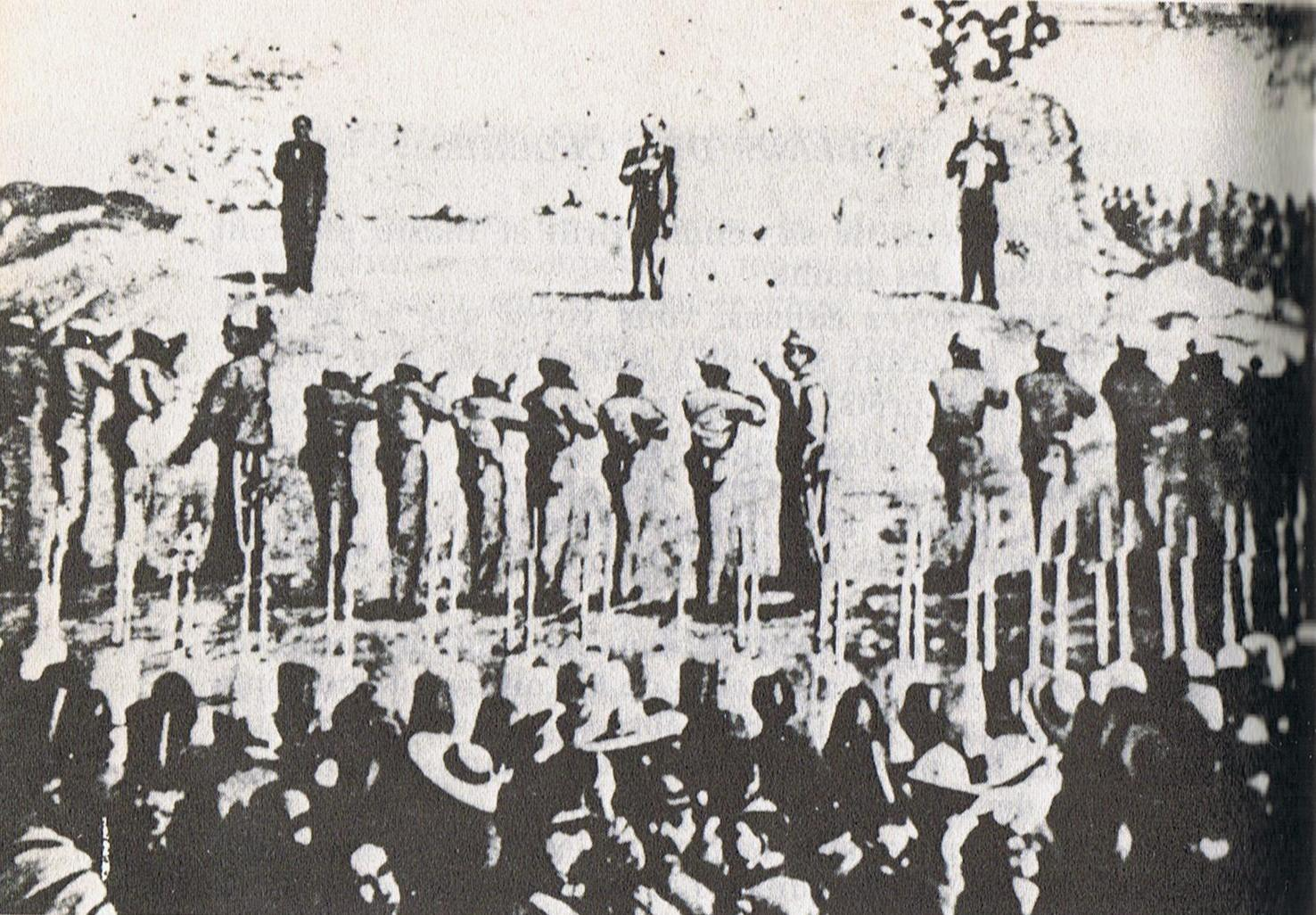
Foto van de executie van Mejía, Miramón en Maximiliaan

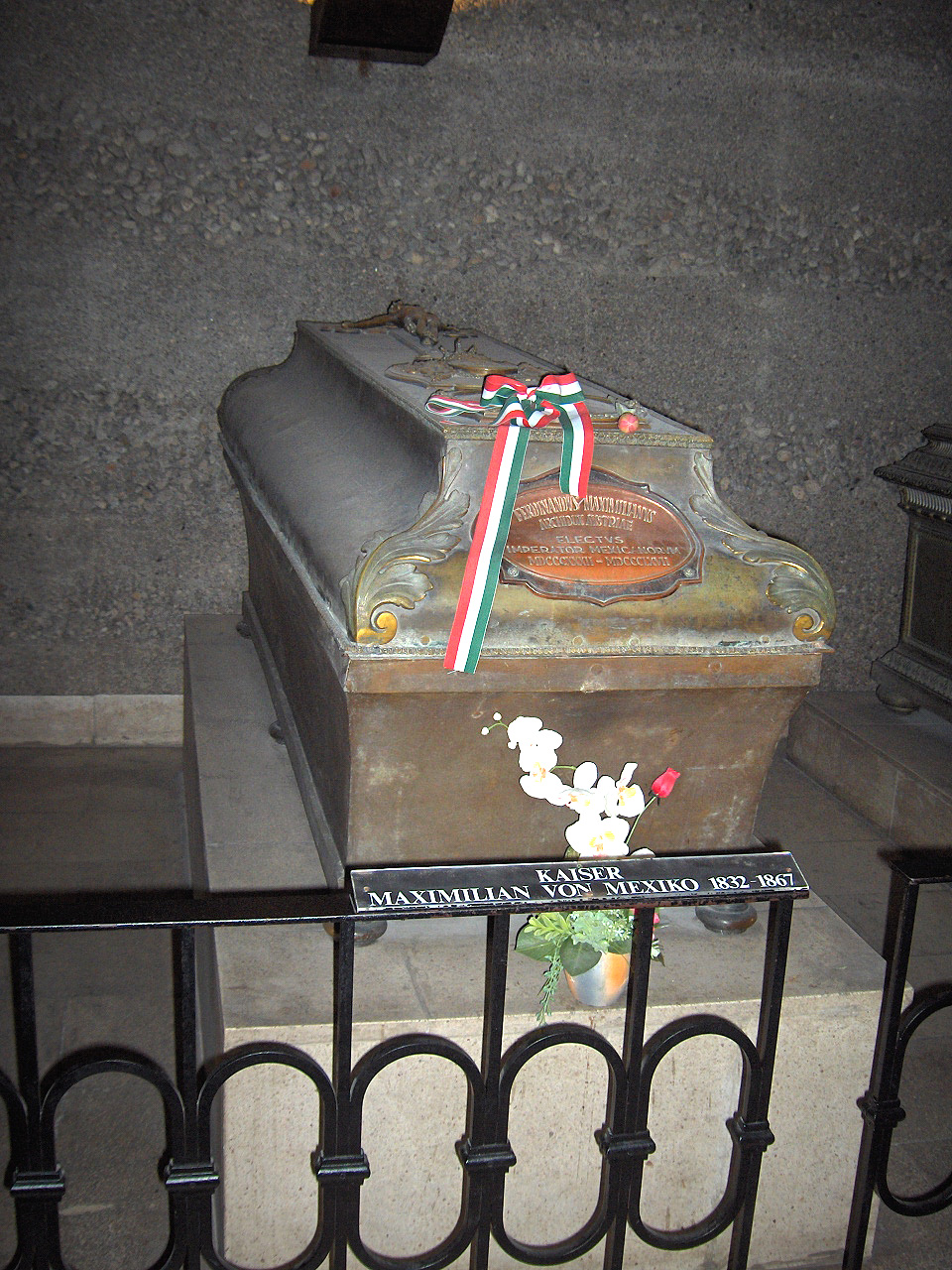
Het praalgraf van de keizer in Wenen.

Na de Amerikaanse Burgeroorlog begonnen de Verenigde Staten de republikeinen van wapens te voorzien. In 1866 was het wel duidelijk dat Maximiliaan het niet lang meer zou volhouden. Naar aanleiding van het groeiende Mexicaanse verzet en de Amerikaanse monroedoctrine trok Napoleon III in dat jaar zijn troepen uit Mexico terug. Keizerin Charlotte reisde af naar Europa om in Parijs, Wenen en bij de paus in Rome steun te zoeken voor het bewind van haar echtgenoot. Dit lukte haar niet en ze raakte in een diepe emotionele crisis. Ze zou nooit meer naar Mexico terugkeren.
Napoleon III drong er bij Maximiliaan op aan zich uit Mexico terug te trekken, maar hij weigerde zijn volgelingen te verlaten. In februari 1867 trok hij zich terug naar Santiago de Querétaro waar hij wekenlang werd belegerd. Op 11 mei trachtte hij te vluchten, maar werd onderschept en door de krijgsraad ter dood veroordeeld. Vele Europese monarchen en andere prominenten (onder wie Victor Hugo en Giuseppe Garibaldi) zonden brieven met het verzoek Maximiliaans leven te sparen. Juárez weigerde echter het oordeel te herroepen, daar hij van mening was dat het noodzakelijk was te laten blijken dat Mexico geen door een vreemde mogendheid opgelegde regering aanvaardde.

### Overlijden
Maximiliaan werd op 19 juni 1867 samen met zijn generaals Miguel Miramón en Tomás Mejía door een vuurpeloton ter dood gebracht. Hij werd het jaar daarop begraven in de keizerlijke tombe in de Kapuzinergruft te Wenen. Ex-keizerin Charlotte trok zich in eenzaamheid terug op het kasteel Miramare bij Triëst en later op het kasteel van Boechout in het Belgische Meise. Daar stierf ze zestig jaar later op 19 januari 1927.

## Galerij

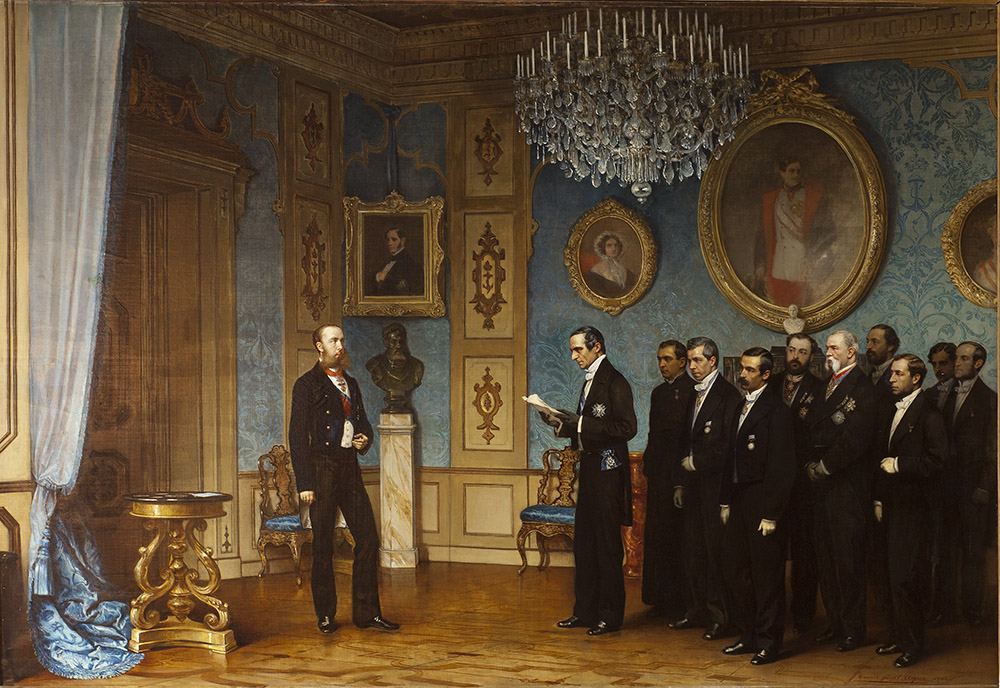
Een Mexicaanse delegatie biedt Maximiliaan de kroon aan (1867), Cesare Dell'Acqua, Kasteel Miramare
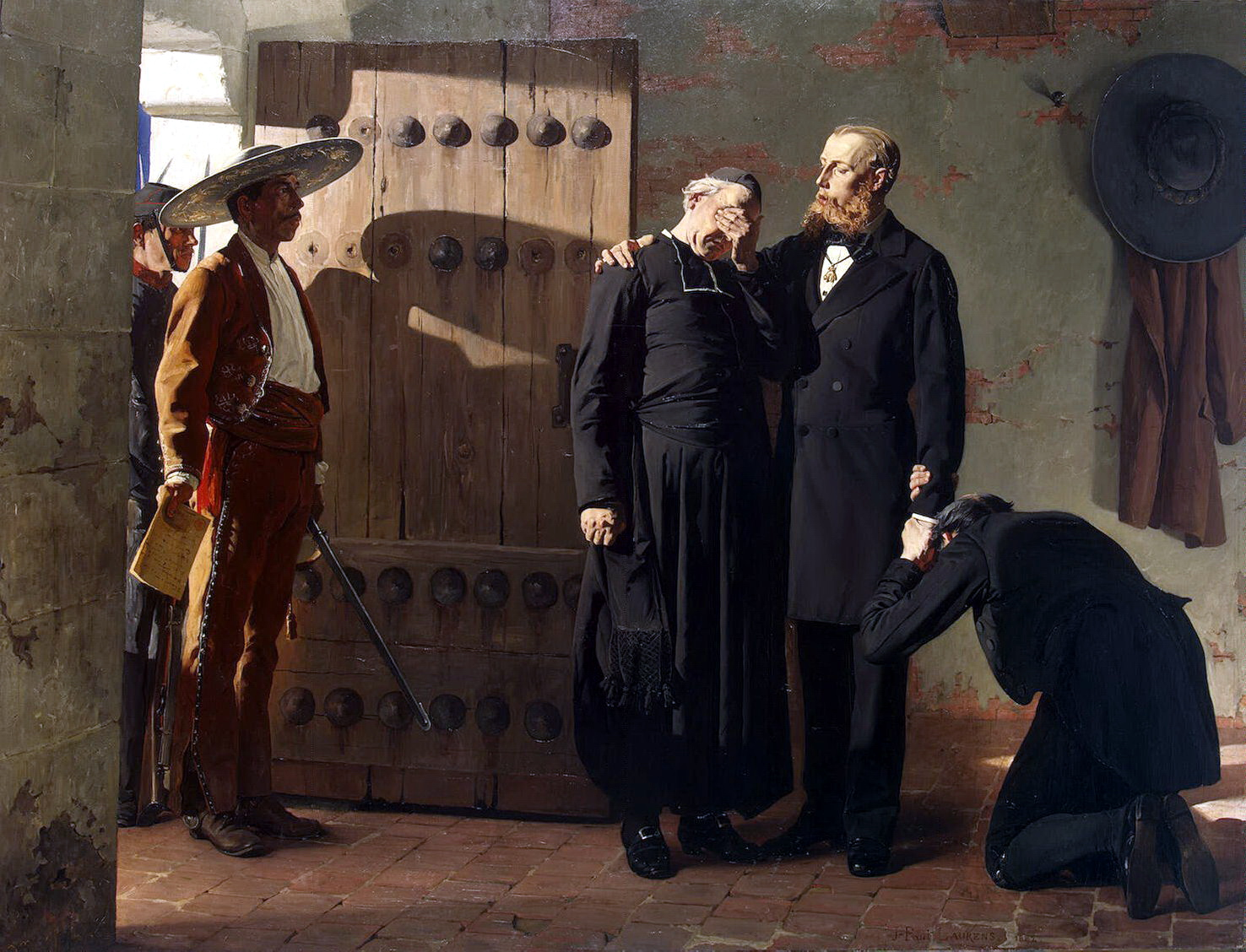
Laatste momenten van Maximiliaan (1882), Jean-Paul Laurens, Hermitage
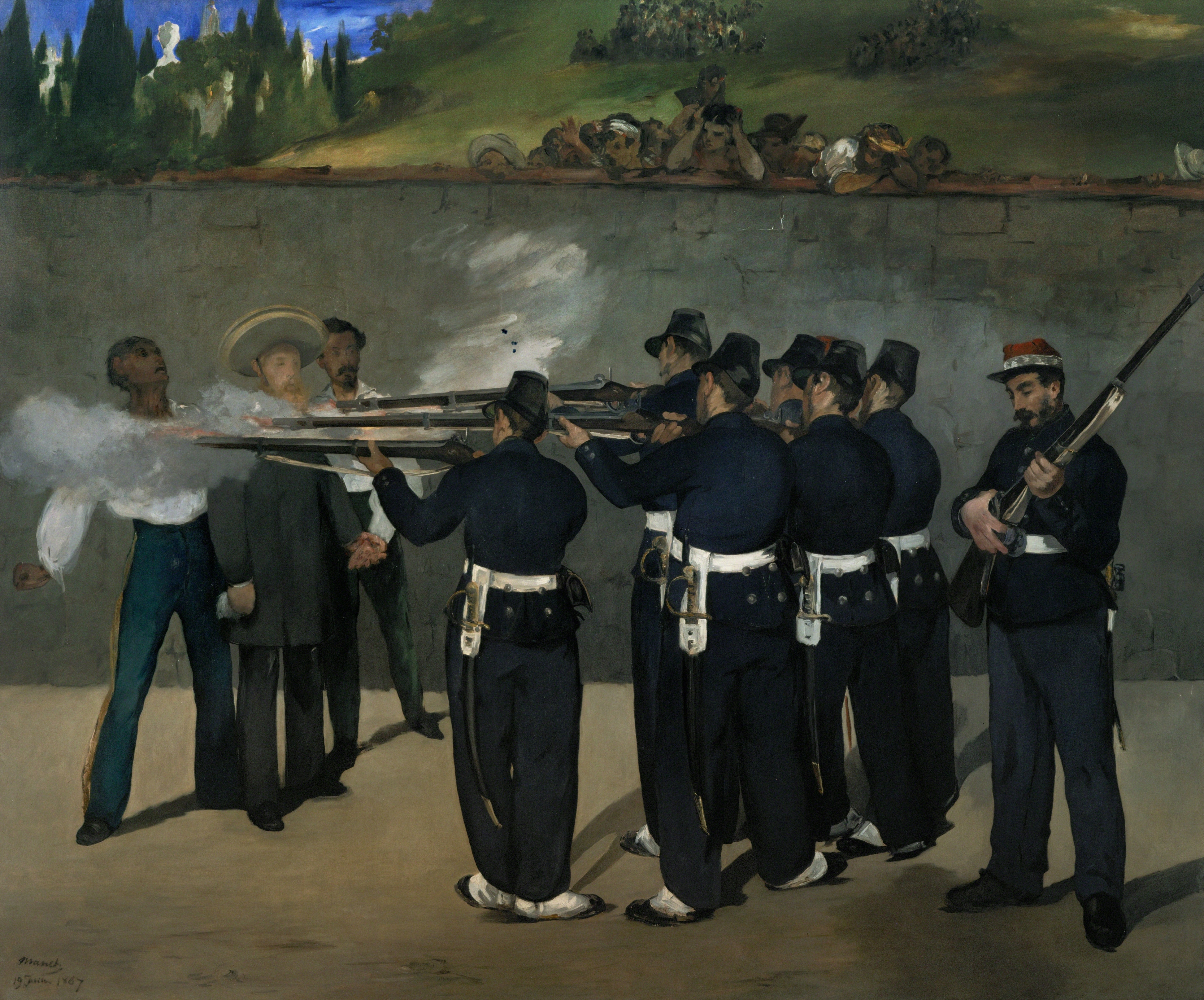
Executie van Maximiliaan (1868), Édouard Manet, Kunsthalle Mannheim

## Kwartierstaat
| Keizer Leopold II (1747-1792) | Keizer Leopold II (1747-1792) | Keizer Leopold II (1747-1792) | Keizer Leopold II (1747-1792) | Keizer Leopold II (1747-1792)            | Keizer Leopold II (1747-1792)            | Marie Louise van Bourbon (1745-1792)     | Marie Louise van Bourbon (1745-1792)     | Marie Louise van Bourbon (1745-1792)     | Marie Louise van Bourbon (1745-1792)     | Marie Louise van Bourbon (1745-1792)   | Marie Louise van Bourbon (1745-1792)   |                                        |                                        | Ferdinand I der Beide Siciliën (1751-1825) | Ferdinand I der Beide Siciliën (1751-1825) | Ferdinand I der Beide Siciliën (1751-1825)     | Ferdinand I der Beide Siciliën (1751-1825)     | Ferdinand I der Beide Siciliën (1751-1825)     | Ferdinand I der Beide Siciliën (1751-1825)     | Maria Carolina van Oostenrijk (1752-1814)      | Maria Carolina van Oostenrijk (1752-1814)      | Maria Carolina van Oostenrijk (1752-1814) | Maria Carolina van Oostenrijk (1752-1814) | Maria Carolina van Oostenrijk (1752-1814) | Maria Carolina van Oostenrijk (1752-1814) |                                           |                                           | Frederik Michael van Palts-Birkenfeld (1724-1767) | Frederik Michael van Palts-Birkenfeld (1724-1767) | Frederik Michael van Palts-Birkenfeld (1724-1767) | Frederik Michael van Palts-Birkenfeld (1724-1767) | Frederik Michael van Palts-Birkenfeld (1724-1767) | Frederik Michael van Palts-Birkenfeld (1724-1767) | Maria Francisca van Palts-Sulzbach (1724-1794) | Maria Francisca van Palts-Sulzbach (1724-1794) | Maria Francisca van Palts-Sulzbach (1724-1794) | Maria Francisca van Palts-Sulzbach (1724-1794) | Maria Francisca van Palts-Sulzbach (1724-1794) | Maria Francisca van Palts-Sulzbach (1724-1794) |                                |                                | Karel Lodewijk van Baden (1755-1801) | Karel Lodewijk van Baden (1755-1801) | Karel Lodewijk van Baden (1755-1801)       | Karel Lodewijk van Baden (1755-1801)       | Karel Lodewijk van Baden (1755-1801)       | Karel Lodewijk van Baden (1755-1801)       | Amalia van Hessen-Darmstadt (1754-1832)    | Amalia van Hessen-Darmstadt (1754-1832)    | Amalia van Hessen-Darmstadt (1754-1832) | Amalia van Hessen-Darmstadt (1754-1832) | Amalia van Hessen-Darmstadt (1754-1832) | Amalia van Hessen-Darmstadt (1754-1832) |  |  |  |  |  |  |  |  |  |  |  |  |  |  |  |  |  |  |  |  |  |  |  |  |  |  |  |  |  |  |  |  |  |  |  |  |  |  |  |  |  |  |  |  |  |  |  |  |
| Keizer Leopold II (1747-1792) | Keizer Leopold II (1747-1792) | Keizer Leopold II (1747-1792) | Keizer Leopold II (1747-1792) | Keizer Leopold II (1747-1792)            | Keizer Leopold II (1747-1792)            | Marie Louise van Bourbon (1745-1792)     | Marie Louise van Bourbon (1745-1792)     | Marie Louise van Bourbon (1745-1792)     | Marie Louise van Bourbon (1745-1792)     | Marie Louise van Bourbon (1745-1792)   | Marie Louise van Bourbon (1745-1792)   |                                        |                                        | Ferdinand I der Beide Siciliën (1751-1825) | Ferdinand I der Beide Siciliën (1751-1825) | Ferdinand I der Beide Siciliën (1751-1825)     | Ferdinand I der Beide Siciliën (1751-1825)     | Ferdinand I der Beide Siciliën (1751-1825)     | Ferdinand I der Beide Siciliën (1751-1825)     | Maria Carolina van Oostenrijk (1752-1814)      | Maria Carolina van Oostenrijk (1752-1814)      | Maria Carolina van Oostenrijk (1752-1814) | Maria Carolina van Oostenrijk (1752-1814) | Maria Carolina van Oostenrijk (1752-1814) | Maria Carolina van Oostenrijk (1752-1814) |                                           |                                           | Frederik Michael van Palts-Birkenfeld (1724-1767) | Frederik Michael van Palts-Birkenfeld (1724-1767) | Frederik Michael van Palts-Birkenfeld (1724-1767) | Frederik Michael van Palts-Birkenfeld (1724-1767) | Frederik Michael van Palts-Birkenfeld (1724-1767) | Frederik Michael van Palts-Birkenfeld (1724-1767) | Maria Francisca van Palts-Sulzbach (1724-1794) | Maria Francisca van Palts-Sulzbach (1724-1794) | Maria Francisca van Palts-Sulzbach (1724-1794) | Maria Francisca van Palts-Sulzbach (1724-1794) | Maria Francisca van Palts-Sulzbach (1724-1794) | Maria Francisca van Palts-Sulzbach (1724-1794) |                                |                                | Karel Lodewijk van Baden (1755-1801) | Karel Lodewijk van Baden (1755-1801) | Karel Lodewijk van Baden (1755-1801)       | Karel Lodewijk van Baden (1755-1801)       | Karel Lodewijk van Baden (1755-1801)       | Karel Lodewijk van Baden (1755-1801)       | Amalia van Hessen-Darmstadt (1754-1832)    | Amalia van Hessen-Darmstadt (1754-1832)    | Amalia van Hessen-Darmstadt (1754-1832) | Amalia van Hessen-Darmstadt (1754-1832) | Amalia van Hessen-Darmstadt (1754-1832) | Amalia van Hessen-Darmstadt (1754-1832) |  |  |  |  |  |  |  |  |  |  |  |  |  |  |  |  |  |  |  |  |  |  |  |  |  |  |  |  |  |  |  |  |  |  |  |  |  |  |  |  |  |  |  |  |  |  |  |  |
|                               |                               |                               |                               |                                          |                                          |                                          |                                          |                                          |                                          |                                        |                                        |                                        |                                        |                                            |                                            |                                                |                                                |                                                |                                                |                                                |                                                |                                           |                                           |                                           |                                           |                                           |                                           |                                                   |                                                   |                                                   |                                                   |                                                   |                                                   |                                                |                                                |                                                |                                                |                                                |                                                |                                |                                |                                      |                                      |                                            |                                            |                                            |                                            |                                            |                                            |                                         |                                         |                                         |                                         |  |  |  |  |  |  |  |  |  |  |  |  |  |  |  |  |  |  |  |  |  |  |  |  |  |  |  |  |  |  |  |  |  |  |  |  |  |  |  |  |  |  |  |  |  |  |  |  |
|                               |                               |                               |                               | Frans II van Oostenrijk (1768-1835)      | Frans II van Oostenrijk (1768-1835)      | Frans II van Oostenrijk (1768-1835)      | Frans II van Oostenrijk (1768-1835)      | Frans II van Oostenrijk (1768-1835)      | Frans II van Oostenrijk (1768-1835)      |                                        |                                        |                                        |                                        |                                            |                                            | Maria Theresia van Bourbon-Sicilië (1772-1807) | Maria Theresia van Bourbon-Sicilië (1772-1807) | Maria Theresia van Bourbon-Sicilië (1772-1807) | Maria Theresia van Bourbon-Sicilië (1772-1807) | Maria Theresia van Bourbon-Sicilië (1772-1807) | Maria Theresia van Bourbon-Sicilië (1772-1807) |                                           |                                           |                                           |                                           |                                           |                                           |                                                   |                                                   |                                                   |                                                   | Maximiliaan I Jozef van Beieren (1756-1825)       | Maximiliaan I Jozef van Beieren (1756-1825)       | Maximiliaan I Jozef van Beieren (1756-1825)    | Maximiliaan I Jozef van Beieren (1756-1825)    | Maximiliaan I Jozef van Beieren (1756-1825)    | Maximiliaan I Jozef van Beieren (1756-1825)    |                                                |                                                |                                |                                |                                      |                                      | Caroline van Baden (1776-1841)             | Caroline van Baden (1776-1841)             | Caroline van Baden (1776-1841)             | Caroline van Baden (1776-1841)             | Caroline van Baden (1776-1841)             | Caroline van Baden (1776-1841)             |                                         |                                         |                                         |                                         |  |  |  |  |  |  |  |  |  |  |  |  |  |  |  |  |  |  |  |  |  |  |  |  |  |  |  |  |  |  |  |  |  |  |  |  |  |  |  |  |  |  |  |  |  |  |  |  |
|                               |                               |                               |                               | Frans II van Oostenrijk (1768-1835)      | Frans II van Oostenrijk (1768-1835)      | Frans II van Oostenrijk (1768-1835)      | Frans II van Oostenrijk (1768-1835)      | Frans II van Oostenrijk (1768-1835)      | Frans II van Oostenrijk (1768-1835)      |                                        |                                        |                                        |                                        |                                            |                                            | Maria Theresia van Bourbon-Sicilië (1772-1807) | Maria Theresia van Bourbon-Sicilië (1772-1807) | Maria Theresia van Bourbon-Sicilië (1772-1807) | Maria Theresia van Bourbon-Sicilië (1772-1807) | Maria Theresia van Bourbon-Sicilië (1772-1807) | Maria Theresia van Bourbon-Sicilië (1772-1807) |                                           |                                           |                                           |                                           |                                           |                                           |                                                   |                                                   |                                                   |                                                   | Maximiliaan I Jozef van Beieren (1756-1825)       | Maximiliaan I Jozef van Beieren (1756-1825)       | Maximiliaan I Jozef van Beieren (1756-1825)    | Maximiliaan I Jozef van Beieren (1756-1825)    | Maximiliaan I Jozef van Beieren (1756-1825)    | Maximiliaan I Jozef van Beieren (1756-1825)    |                                                |                                                |                                |                                |                                      |                                      | Caroline van Baden (1776-1841)             | Caroline van Baden (1776-1841)             | Caroline van Baden (1776-1841)             | Caroline van Baden (1776-1841)             | Caroline van Baden (1776-1841)             | Caroline van Baden (1776-1841)             |                                         |                                         |                                         |                                         |  |  |  |  |  |  |  |  |  |  |  |  |  |  |  |  |  |  |  |  |  |  |  |  |  |  |  |  |  |  |  |  |  |  |  |  |  |  |  |  |  |  |  |  |  |  |  |  |
|                               |                               |                               |                               |                                          |                                          |                                          |                                          |                                          |                                          | Frans Karel van Oostenrijk (1802-1878) | Frans Karel van Oostenrijk (1802-1878) | Frans Karel van Oostenrijk (1802-1878) | Frans Karel van Oostenrijk (1802-1878) | Frans Karel van Oostenrijk (1802-1878)     | Frans Karel van Oostenrijk (1802-1878)     |                                                |                                                |                                                |                                                |                                                |                                                |                                           |                                           |                                           |                                           |                                           |                                           |                                                   |                                                   |                                                   |                                                   |                                                   |                                                   |                                                |                                                |                                                |                                                | Sophie van Beieren (1805-1872)                 | Sophie van Beieren (1805-1872)                 | Sophie van Beieren (1805-1872) | Sophie van Beieren (1805-1872) | Sophie van Beieren (1805-1872)       | Sophie van Beieren (1805-1872)       |                                            |                                            |                                            |                                            |                                            |                                            |                                         |                                         |                                         |                                         |  |  |  |  |  |  |  |  |  |  |  |  |  |  |  |  |  |  |  |  |  |  |  |  |  |  |  |  |  |  |  |  |  |  |  |  |  |  |  |  |  |  |  |  |  |  |  |  |
|                               |                               |                               |                               |                                          |                                          |                                          |                                          |                                          |                                          | Frans Karel van Oostenrijk (1802-1878) | Frans Karel van Oostenrijk (1802-1878) | Frans Karel van Oostenrijk (1802-1878) | Frans Karel van Oostenrijk (1802-1878) | Frans Karel van Oostenrijk (1802-1878)     | Frans Karel van Oostenrijk (1802-1878)     |                                                |                                                |                                                |                                                |                                                |                                                |                                           |                                           |                                           |                                           |                                           |                                           |                                                   |                                                   |                                                   |                                                   |                                                   |                                                   |                                                |                                                |                                                |                                                | Sophie van Beieren (1805-1872)                 | Sophie van Beieren (1805-1872)                 | Sophie van Beieren (1805-1872) | Sophie van Beieren (1805-1872) | Sophie van Beieren (1805-1872)       | Sophie van Beieren (1805-1872)       |                                            |                                            |                                            |                                            |                                            |                                            |                                         |                                         |                                         |                                         |  |  |  |  |  |  |  |  |  |  |  |  |  |  |  |  |  |  |  |  |  |  |  |  |  |  |  |  |  |  |  |  |  |  |  |  |  |  |  |  |  |  |  |  |  |  |  |  |
|                               |                               |                               |                               |                                          |                                          |                                          |                                          |                                          |                                          |                                        |                                        |                                        |                                        |                                            |                                            |                                                |                                                |                                                |                                                |                                                |                                                |                                           |                                           |                                           |                                           |                                           |                                           |                                                   |                                                   |                                                   |                                                   |                                                   |                                                   |                                                |                                                |                                                |                                                |                                                |                                                |                                |                                |                                      |                                      |                                            |                                            |                                            |                                            |                                            |                                            |                                         |                                         |                                         |                                         |  |  |  |  |  |  |  |  |  |  |  |  |  |  |  |  |  |  |  |  |  |  |  |  |  |  |  |  |  |  |  |  |  |  |  |  |  |  |  |  |  |  |  |  |  |  |  |  |
|                               |                               |                               |                               |                                          |                                          |                                          |                                          |                                          |                                          |                                        |                                        |                                        |                                        |                                            |                                            |                                                |                                                |                                                |                                                |                                                |                                                |                                           |                                           |                                           |                                           |                                           |                                           |                                                   |                                                   |                                                   |                                                   |                                                   |                                                   |                                                |                                                |                                                |                                                |                                                |                                                |                                |                                |                                      |                                      |                                            |                                            |                                            |                                            |                                            |                                            |                                         |                                         |                                         |                                         |  |  |  |  |  |  |  |  |  |  |  |  |  |  |  |  |  |  |  |  |  |  |  |  |  |  |  |  |  |  |  |  |  |  |  |  |  |  |  |  |  |  |  |  |  |  |  |  |
|                               |                               |                               |                               | Frans Jozef I van Oostenrijk (1830-1916) | Frans Jozef I van Oostenrijk (1830-1916) | Frans Jozef I van Oostenrijk (1830-1916) | Frans Jozef I van Oostenrijk (1830-1916) | Frans Jozef I van Oostenrijk (1830-1916) | Frans Jozef I van Oostenrijk (1830-1916) |                                        |                                        |                                        |                                        | Maximiliaan van Mexico (1832-1867)         | Maximiliaan van Mexico (1832-1867)         | Maximiliaan van Mexico (1832-1867)             | Maximiliaan van Mexico (1832-1867)             | Maximiliaan van Mexico (1832-1867)             | Maximiliaan van Mexico (1832-1867)             |                                                |                                                |                                           |                                           | Karel Lodewijk van Oostenrijk (1833-1896) | Karel Lodewijk van Oostenrijk (1833-1896) | Karel Lodewijk van Oostenrijk (1833-1896) | Karel Lodewijk van Oostenrijk (1833-1896) | Karel Lodewijk van Oostenrijk (1833-1896)         | Karel Lodewijk van Oostenrijk (1833-1896)         |                                                   |                                                   |                                                   |                                                   | Maria Anna Carolina van Oostenrijk (1835-1840) | Maria Anna Carolina van Oostenrijk (1835-1840) | Maria Anna Carolina van Oostenrijk (1835-1840) | Maria Anna Carolina van Oostenrijk (1835-1840) | Maria Anna Carolina van Oostenrijk (1835-1840) | Maria Anna Carolina van Oostenrijk (1835-1840) |                                |                                |                                      |                                      | Lodewijk Victor van Oostenrijk (1842-1919) | Lodewijk Victor van Oostenrijk (1842-1919) | Lodewijk Victor van Oostenrijk (1842-1919) | Lodewijk Victor van Oostenrijk (1842-1919) | Lodewijk Victor van Oostenrijk (1842-1919) | Lodewijk Victor van Oostenrijk (1842-1919) |                                         |                                         |                                         |                                         |  |  |  |  |  |  |  |  |  |  |  |  |  |  |  |  |  |  |  |  |  |  |  |  |  |  |  |  |  |  |  |  |  |  |  |  |  |  |  |  |  |  |  |  |  |  |  |  |